# Ștefan Papadima
Ștefan Papadima (n. 7 martie 1953, București – d. 10 ianuarie 2018, București) a fost un matematician român. A fost fiul criticul literar și eseistului Ovidiu Papadima și fratele mai mare al criticului literar Liviu Papadima. 
Ștefan Papadima a fost un matematician de renume internațional. A fost membru al Institutului de Matematică „Simion Stoilow” din București din anul 1980 și a avut o contribuție majoră la dezvoltarea cercetării științifice în matematica românească în domeniul topologiei și geometriei, fiind șeful Colectivului de
Geometrie și Topologie din Institutul de Matematică. A avut o contribuție însemnată la formarea și afirmarea multor tineri cercetători români.
Ștefan Papadima a absolvit Facultatea de Matematică a Universității din București in 1976 și a obținut doctoratul în matematică în 1982. Laureat al premiului Gheorghe Țițeica al Academiei Române în 1987, Ștefan Papadima a contribuit la creșterea prestigiului școlii matematice din România cu peste 75 de lucrări în domeniile topologie și geometrie. Acestea au fost publicate în unele din cele mai renumite reviste de matematică din lume (aflate în topul clasamentului jurnalelor de matematica): Annals of Mathematics, Duke Mathematical Journal, Journal of the European Mathematical Society, Journal Differential Geometry, Journal für die Reine und Angewandte Mathematik, Proceedings of the London Mathematical Society, Advances in Mathematics, Mathematische Annalen, Journal of Algebraic Geometry, Geometry and Topology, International Mathematics Research Notices, Topology și altele. In lucrările sale a rezolvat probleme importante și dificile din urmatoarele direcții de cercetare: clasificarea varietăților diferențiale, simetrii și geodezice ale spațiilor omogene, algebre și algebre Lie graduate asociate spațiilor topologice, invarianți topologici în codimensiune doi, intersecții complete artiniene, aspecte combinatoriale și analitice în studiul topologiei varietăților algebrice complexe, complexe torice si nuclee Artin, grupuri fundamentale ale varietăților algebrice netede, coomologia locurilor de salt, proprietăți ale filtrării Johnson via teoria reprezentărilor.
A fost invitat ca profesor și a sustinut conferințe de matematică la unele din cele mai renumite universități și centre de cercetare matematică din lume: S.U.A. (Ohio State Univ., Northwestern Univ., Northeastern Univ., MSRI Berkeley), Franța (Univ. de Grenoble, Univ. de Nice, Univ. Lille 1, Univ. de Nantes, Univ. de Dijon, Univ. Bordeaux), Germania (Max Planck Institute Bonn, Oberwolfach Math. Institute), Italia (Genova Univ., CRM De Giorgi Pisa, ICTP Trieste), Australia (Sydney Univ., Univ. of New South Wales), Rusia (Steklov Institute), Polonia (Banach Center Warsaw) și altele. A ținut cursuri pentru studenți și doctoranzi atât în străinătate ca profesor vizitator cât și în țară la Universitatea din București și Școala Normală Superioară din București. A îndrumat numeroși studenți doctoranzi la Institutul de Matematică Simion Stoilow al Academiei Române.